# Autodesk传媒娱乐部
Autodesk传媒娱乐部前身是Discreet，位于魁北克省蒙特利尔，作为Autodesk的娱乐部门。此部门制作以电影、电视广告和互动游戏为目标的软件。它也提供产品存储、管理和分发以补充其主产品线。

## 历史
Autodesk的Yost Group最初开发了3D Studio和随后的3D Studio MAX。Autodesk将Yost Group改名为Kinetix，并在1996年将其变成子公司。
由ATI、AST和Delrina等公司组成的加拿大电脑工业专家联合，在多伦多成立了MGI有限公司。它受命发展PC市场上最好的图形与视频软件。
位于蒙特利尔的Discreet Logic（高端UNIX和NT视频与图形软件制作公司）在1999年付出$1.53亿收购了MGI。
在1999年，Autodesk获得Discreet Logic，并将Discreet与Kinetix联合了几年。2005年，Autodesk将Discreet改组为Autodesk传媒娱乐部。

## 软件

### Maya
利用64比特和多内核技术设计的全新模板工具，纹理增强及工作流程可以创建激动人心的3D效果以满足产品的要求。

### 3ds Max
可高度定制，升级的用于游戏，电影，电视和设计展示的3D动画，建模及渲染平台。

### Flint
用于后期制作和广播图像的高级视觉特效系统。

### Flame
业界领先实时视觉特效设计及合成系统。

### Flame Premium
Flame Premium基于业界验证的Autodesk解决方案，是一款能够提供全面服务的便捷、经济高效的创新后期制作工具。增加或交叉升级到Autodesk的卓越工具集，就可以利用实时数字配光、编辑后期制作与三维视效工具，打造端到端的创意后期制作环境。

### Flare
Autodesk Flare™ 视觉特效软件是 Autodesk Flame 和 Autodesk Inferno 视觉特效与合成软件的一个完全兼容的创作伴侣。

### Smoke
集成的 SD、HD、2K 胶片及更高分辨率素材的剪辑与完成系统

### Fire（已停产）
最佳的实时，非压缩，高精度非线性剪辑系统

### Lustre
高性能的 2K/4K 数字配光和校色系统

### Toxik
应用于电影制作流程的交互式协作型合成解决方案
用于电影制作流水线的交互式协作性合成解决方案